# كريستال إيستمان
كريستال كاثرين إيستمان (بالإنجليزية: Crystal Eastman)‏ (25 يونيو 1881 - 8 يوليو 1928) كانت محامية أمريكية، ومناهضة للنزعة العسكرية، ونسوية، واشتراكية، وصحفية. تُذكر غالبًا بصفتها قائدة في الكفاح من أجل حق المرأة في التصويت، ومؤسسة مشاركة، ومحررة مشاركة مع شقيقها ماكس إيستمان لمجلة الفنون والسياسة الراديكالية ذا ليبيراتور، ومؤسسة مشاركة في رابطة النساء الدولية للسلام والحرية، ومؤسسة مشاركة في الاتحاد الأمريكي للحريات المدنية في عام 1920. أُدرجت عام 2000 في قاعة الشهرة الوطنية للمرأة في سينيكا فولز، نيويورك.

## الجهود الاجتماعية
عرض رائد العمل الاجتماعي والمحرر الصحفي بول كيلوغ على إيستمان وظيفتها الأولى، وهي التحقيق في ظروف عمل استطلاع بيتسبرغ الذي ترعاه مؤسسة راسل سيج. أصبح تقريرها، حوادث العمل والقانون (1910)، كلاسيكيًا وأسفر عن قانون تعويضات العمال الأول، الذي صاغته في أثناء عملها في لجنة ولاية نيويورك.
واصلت حملتها من أجل السلامة والصحة المهنيتين خلال عملها محامية تحقيق في لجنة العلاقات الصناعية الأمريكية في أثناء رئاسة وودرو ويلسون. سُميت في وقت ما «أخطر امرأة في أمريكا» بسبب مثالية حبها الحر وطابعها الصريح

## التحرر
خلال زواجها القصير بوالاس جاي. بنديكت، الذي انتهى بالطلاق، انتقلت معه إلى ميلواكي. أدارت هناك حملة حق الاقتراع الفاشلة في ويسكونسن في عام 1912.
عندما عادت إلى الشرق في عام 1913، انضمت إلى أليس بول، ولوسي بيرنز، وآخرين في تأسيس اتحاد الكونغرس المناضل، الذي أصبح الحزب الوطني للمرأة. بعد إقرار التعديل التاسع عشر منحت النساء حق التصويت عام 1920، كتبت إيستمان وبول تعديل الحقوق المتساوية، الذي قُدم لأول مرة في عام 1923. حذرت إيستمان، أحد الاشتراكيين القلائل الذين أيدوا تعديل الحقوق المتساوية، من أن التشريعات الوقائية الخاصة بالمرأة لا تعني سوى التمييز ضد المرأة. ادعت إيستمان أن بوسع المرء تقييم أهمية تعديل الحقوق المتساوية من خلال شدة المعارضة له، ولكنها رأت أنه ما يزال كفاحًا يستحق القتال. ألقت أيضًا خطابًا، بعنوان «الآن يمكننا أن نبدأ»، بعد التصديق على التعديل التاسع عشر، مبينة العمل الذي يتعين القيام به في المجالين السياسي والاقتصادي لتحقيق المساواة بين الجنسين.

## جهود السلام
خلال الحرب العالمية الأولى، كانت إيستمان أحد مؤسسي حزب المرأة للسلام، وسرعان ما انضم إليها جين آدمز، وليليان د. وال، وآخرون. شغلت منصب رئيس فرع مدينة نيويورك. أُعيدت تسميته برابطة النساء الدولية للسلام والحرية عام 1921، وما تزال أقدم منظمة سلام نسائية قائمة. أصبحت إيستمان مديرة تنفيذية للاتحاد الأميركي المناهض للنزعة العسكرية، الذي مارس ضغوطًا ضد دخول أميركا في الحرب الأوروبية، وبنجاح أكبر ضد الحرب مع المكسيك عام 1916، وسعى إلى إزالة التربح من تصنيع الأسلحة، وقام بحملة ضد التجنيد الإجباري، والمغامرات الاستعمارية، والتدخل العسكري.
عندما دخلت الولايات المتحدة الحرب العالمية الأولى، نظمت إيستمان مع روجر بالدوين ونورمان توماس المجلس الوطني للحريات المدنية لحماية معارضي الخدمة العسكرية، أو حسب قولها: «للحفاظ على شيء ما هنا يستحق العودة إليه عندما تنتهي الحرب المنهكة». تطور المجلس الوطني للحريات المدنية إلى الاتحاد الأمريكي للحريات المدنية، وكان بالدوين رئيسًا وإيستمان محاميًا مسؤولًا. يُنسب الفضل إلى إيستمان بوصفها عضوًا مؤسسًا في الاتحاد الأمريكي للحريات المدنية، ولكن ربما كان دورها باعتبارها مؤسِّسة للمجلس الوطني للحريات المدنية موضع تجاهل الأجيال القادمة إلى حد كبير، بسبب خلافاتها الشخصية مع بالدوين.

## وصلات خارجية
- كريستال إيستمان على موقع الموسوعة البريطانية (الإنجليزية)